# Надежда (станция метро)
Надежда — станция Второй линии Софийского метрополитена.

## История
Строилась с 2008 года, пуск 31 августа 2012 года, платформы боковые, длина 104 м., находится между станциями  Белый Дунай и Хан Кубрат.

## Галерея

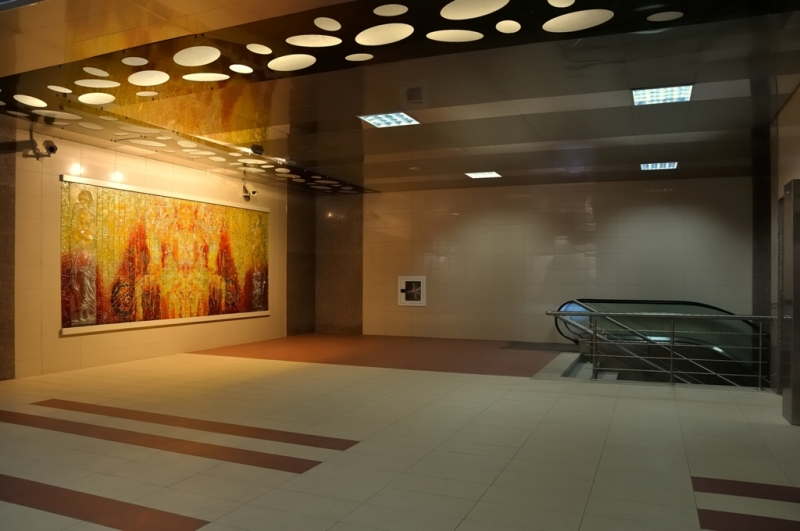